# جورج واين حداد
جورج واين حداد هو سياسي كندي، ولد في 5 سبتمبر 1912 في كندا، وتوفي في 12 أكتوبر 1995 في كرانبروك في كندا. حزبياً، نشط في British Columbia Social Credit Party ‏.